# Polydesmus geoffroyi
Polydesmus geoffroyi är en mångfotingart som beskrevs av Jean-Paul Mauriès och Kime 1999. Polydesmus geoffroyi ingår i släktet Polydesmus och familjen plattdubbelfotingar. Inga underarter finns listade i Catalogue of Life.